# James Peltzer
Pour les articles homonymes, voir Peltzer.
James Peltzer, né à Verviers, le 21 mars 1850 et mort à une date inconnue, est l'un des trois frères Peltzer qui seront entendus dans le cadre de l'affaire Peltzer. Léon et Armand seront reconnus coupables et condamnés à mort. L'instruction ne retiendra aucune charge à l'encontre de James qui publiera plus tard un mémoire faisant le point sur la condamnation de son frère Armand Peltzer.

## Éléments biographiques
James Peltzer est né à Verviers, le 21 mars 1850 de parents étrangers. Son père, Hermann Peltzer est né à Elberfeld en Prusse et sa mère, Johanne von Gülich, est originaire d'Osnabrück. La famille s'installe à Verviers. Six enfants naîtront de cette union, Armand (1849-1885), Adèle (1844-1924), Léon Peltzer (1847-1922), James (1850-), Alice et Robert. James Peltzer s'est établi à Anvers.

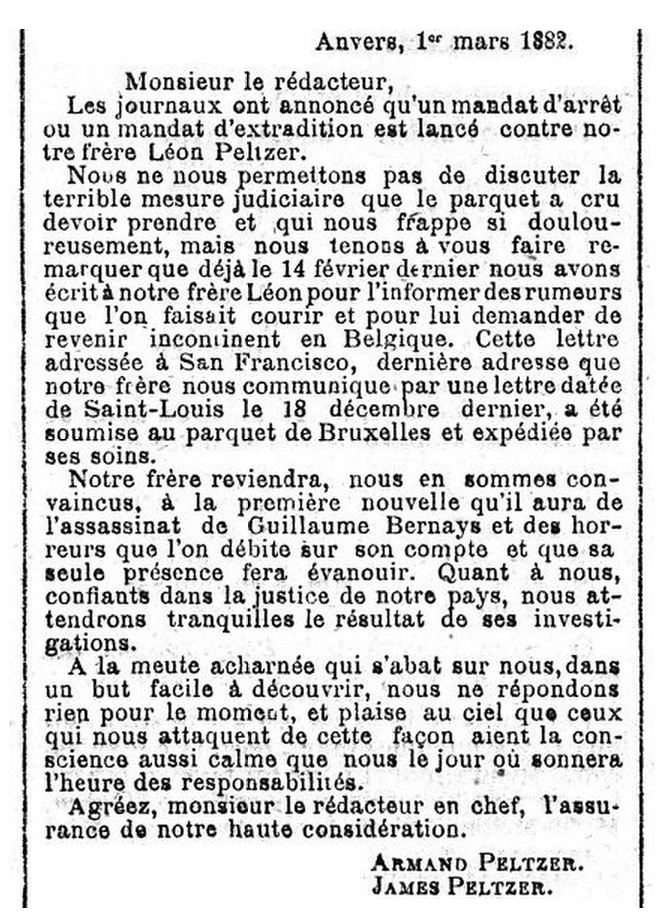
Lettre adressée aux journaux par James et Armand Peltzer le 1 mars 1882 publiée dans Le Gaulois du 20 novembre 1882.

Le 31 décembre 1869, il fonde une société d'import-export avec son frère, Léon Peltzer, Peltzer frères & Co.
Les frères Peltzer, Armand, James et Léon sont des notables dans la bonne société anversoise. Armand est ingénieur, il développe son entreprise en Argentine, à Buenos Aires. James et Léon sont négociants dans l'import-export. James et Léon sont donc invités au mariage de Guillaume Bernays, également originaire de Verviers, un avocat spécialisé dans le droit maritime et Julie Pecher. Les épousailles se déroulent le 26 décembre 1872. Armand est retenu à Buenos Aires. En 1873, les affaires de James et Léon sont au plus mal, ils sont menacés de banqueroute frauduleuse. Le frère aîné incarnant l'honneur de cette famille désormais sans père vend ses actifs en Argentine et revient en Belgique sauver ses frères du désastre financier et moral dans lequel ils s'apprêtaient à sombrer.
Le 15 octobre 1881, Armand Peltzer avait adressé un courrier à Guillaume Bernays qui venait de lui signifier qu'il ne serait désormais plus le bienvenu chez lui en raison des relations ambiguës qu'il entretenait avec son épouse, Julie Bernays. Guillaume Bernays ne prit pas la peine de lire la missive et la renvoya immédiatement à son expéditeur. James et Robert sont alors chargés par leur frère ainé d'informer Guillaume Bernays qu'Armand, s'estimant offensé, souhaitait le provoquer en duel. Ce duel n'eut pas lieu, mais Armand commença alors à envisager des moyens bien plus définitifs pour parvenir à ses fins. Ceci conduira à l'assassinat de Guillaume Bernays perpétré par Léon Peltzer, le 7 janvier 1882.
Le 1er mars 1882, tandis que leur frère Léon est activement recherché par toutes les polices du royaume, James et Armand Peltzer adressent un courrier aux nombreux journaux qui relatent les détails de l'affaire. Ils se disent alors confiants, leur frère n'ayant tout simplement rien à voir dans la mort de Bernays n'aura de peine à balayer ces accusations. Armand sera arrêté le 5 mars 1882 et son frère, Léon, deux jours plus tard tandis qu'il tentait de prendre la fuite vers Vienne.
James Peltzer, sera arrêté à son tour et longuement interrogé, mais aucune charge ne fut finalement retenue contre lui. Les soupçons de complicité levés, il fut relaxé. En 1885, il publie un mémoire où il revient sur le jugement et la condamnation de son frère, Armand Peltzer.

## Publication
- James Peltzer, Mémoire concernant la condamnation d'Armand Peltzer, éditions Lefebvre, Bruxelles, 1885, p. 84.

## Archives

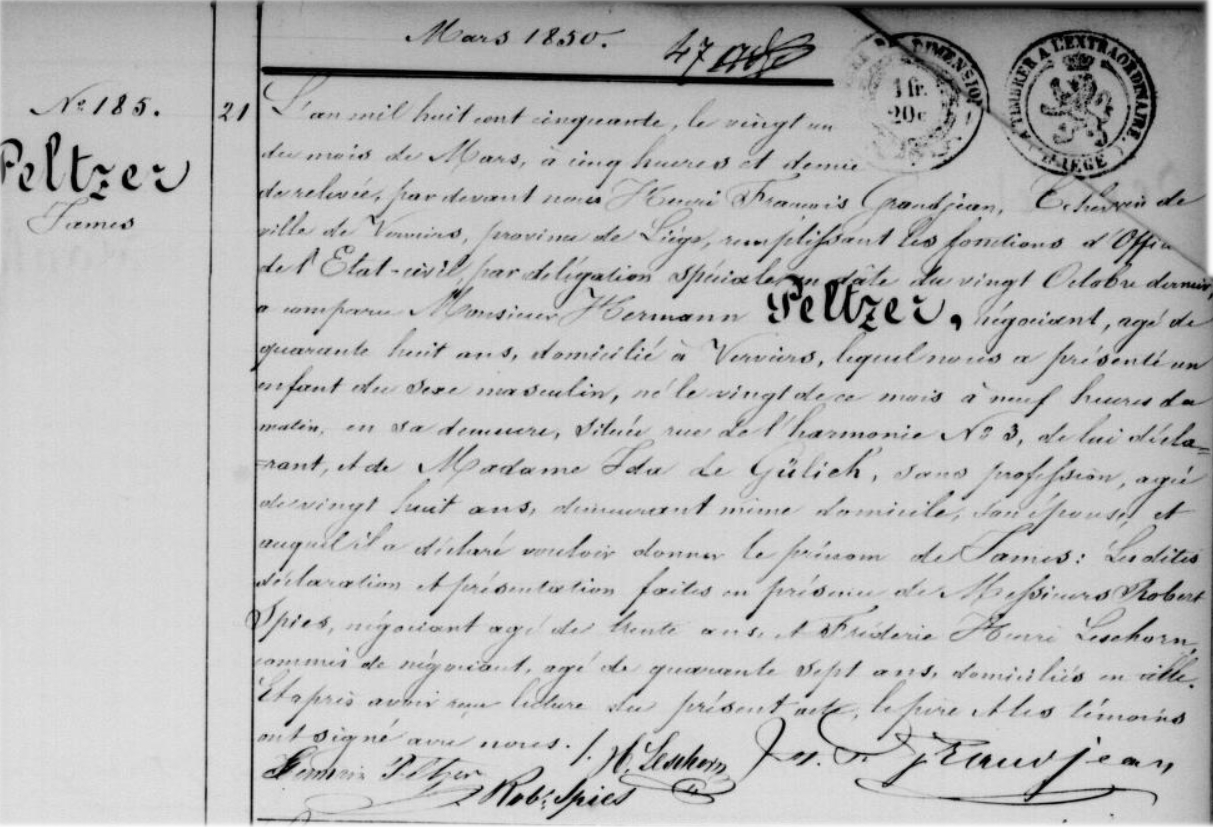
Acte de naissance de James Peltzer